# Bugs Moran

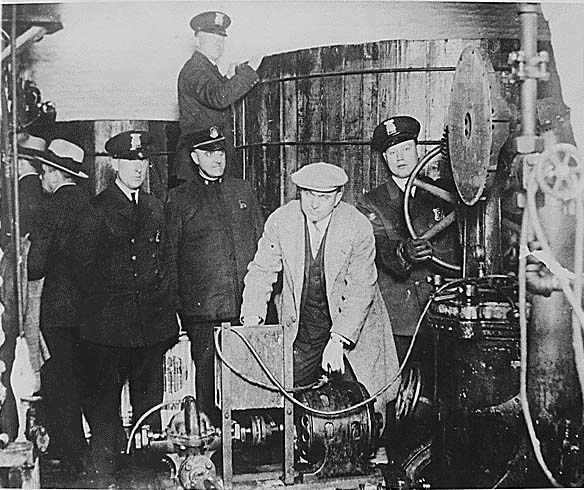
Decomís de la policia durant la prohibició.

Adelard Cunin (21 d'agost de 1893 - 25 de febrer de 1957), més conegut com a George Bugs Moran va ser un gàngster de l'era de la prohibició de Chicago. Va ser empresonat tres vegades abans del seu 21è aniversari. Set membres de la seva colla van ser assassinats en un magatzem a la massacre del dia de Sant Valentí del 14 de febrer de 1929, suposadament per ordre del seu rival Al Capone.

## Primers anys de vida i carrera
Moran va néixer Adelard Cunin d'un pare immigrant francès, Jules Adelard Cunin, i d'una mare d'ascendència canadenca, Marie Diana Gobeil, a Saint Paul, Minnesota. Va assistir a Cretin High School, una escola catòlica privada a Saint Paul, però també es va unir a una banda local de menors i va deixar l'escola als 18 anys. Més tard va ser enxampat robant una botiga i va ser enviat al centre penitenciari de menors de l'estat i va ser empresonat tres vegades abans de fer 21 anys. Aleshores va fugir a Chicago, on va ser atrapat intentant robar un magatzem, participant en una xarxa de robatoris de cavalls, participant en un robatori que implicava la mort d'un agent de policia i robant un vagó de mercaderies, pel qual va rebre un varietat de penes de presó i presó. Va ser llavors quan el jove Adelard Cunin va adoptar per primera vegada el nom de George Moran; va ser el primer nom que va pensar quan la policia li va preguntar qui era. George Moran era un home violent i inestable que va rebre el sobrenom de Bugs perquè tothom pensava que era boig o buggy.

## Prohibició
La prohibició es va establir el 1920 amb la promulgació de la 18a esmena, que prohibia la distribució de begudes alcohòliques, donant lloc a contrabandes. Entre les bandes implicades hi havia Dean O'Banion i el seu grup majoritàriament irlandès, inclòs Bugs Moran, que es va fer conegut com la North Side Gang i Al Capone com el líder de la mafia italiana del South Side. Aquests dos rivals van lluitar violentament, donant com a resultat el que es coneix com La Batalla Bootleg del Marne.

## Lluitant contra Al Capone
L'operació contrabandista de Hymie Weiss i Bugs Moran va continuar suposant un repte important per a la South Side Gang de Capone. Moran i Capone van lluitar entre ells en una guerra territorial que els va costar a tots dos. L'odi de Moran cap a Capone era evident fins i tot per al públic. Moran estava disgustat que Capone es dediques a la prostitució. No es dedicaria a xarxes de prostitució a causa de la seva religió catòlica. La banda de Johnny Torrio va matar Dean O'Banion, i en un intent de venjar-lo, Bugs Moran i Earl Hymie Weiss van fer un atemptat contra la vida de Torrio. Més tard van fer un intent fallit de la vida d'Al Capone a la seva seu, l'Hawthorne Inn a Cicero, Illinois. Es van fer més de mil trets a la fonda i a un restaurant proper en els seus intents de matar Capone. Com a represàlia, Weiss va ser assassinat per la banda de Capone, i Moran es va convertir en el nou cap de la North Side Gang.
Segons Paul Maccabee, un historiador del crim organitzat de Twin Cities, Bugs Moran tenia una estreta amistat amb el cap de la mafia irlandesa, amb seu a St. Paul, Danny Hogan. Després de l'assassinat d'Hogan amb cotxe bomba el 4 de desembre de 1928, Bugs Moran va fer guàrdia personalment davant de la residència de la família Hogan a West Seventh Street a St. Paul, aparentment per protegir la família Hogan de nous atacs de l'inframón.
En resposta a la mort de Weiss, Moran va intentar matar un membre de la banda de Capone, donant lloc a un atac, suposadament per Capone, conegut com la Massacre del dia de Sant Valentí.

## La massacre de Sant Valentí
El 14 de febrer de 1929, set membres de la colla de Moran van morir en el que es va anomenar la Massacre de Sant Valentí. A Moran se li va oferir un camió carregat de whisky a un preu de ganga, que havia ordenat que se l'entreguessin a les 10:30 al garatge de la SMC Cartage Company al carrer North Clark, on guardava els seus camions de contraban.
Dos homes armats, vestits d’oficials de policia de Chicago i dos més de paisà, van alinear la gent de Moran contra la paret del magatzem i els van disparar. Bugs Moran, el principal objectiu de l'assassinat, no hi era present, arribant tard; quan va veure que s'acostava el cotxe de la policia, es va girar per anar a una cafeteria propera. Un altre de North Sider, Al Weinshank, va ser identificat erròniament com Moran per un dels vigilants que va indicar que comencés l'atac.
La resposta de la policia es va retardar quan els testimonis van veure sortir els dos agents de policia del lloc dels fets. Hi havia sis cadàvers i un altre home a punt de morir quan la policia va arribar al lloc dels fets. El supervivent, Frank Gusenberg, seguint el codi de silenci dels gàngsters, es va negar a identificar els assassins abans de morir. Quan Moran es va assabentar de la carnisseria, va trencar el codi de gàngsters, acusant Capone dels assassinats. Ningú va ser condemnat. Capone es trobava a Florida el dia de la massacre. Va negar la seva implicació en la massacre, tot i que va ser citat dues vegades als jutjats, que va evitar per una malaltia reclamada.
Hi ha algunes proves que impliquen agents de policia de Chicago en els assassinats. Abans de la massacre, alguns agents estaven robant licor de contraban dels camions de la banda i suposadament van ser disciplinats pel cap de policia, però no hi ha cap prova disponible.

## Després de la prohibició
Moran va aconseguir mantenir el control del seu territori i del que quedava de la seva colla a principis dels anys trenta, però la banda del North Side mai va recuperar completament el seu poder o el seu antic lloc al submón de Chicago com a principal rival de la màfia italiana de Capone. Moran finalment va abandonar la zona, deixant la banda completament, encara que no l'estil de vida criminal. Va tornar a cometre delictes menors, com el frau de correu i el robatori.
El 30 d'abril de 1939, Moran va ser condemnat per conspiració per cobrar 62.000 dòlars en xecs d'American Express. Va ser alliberat en apel·lació quan va pagar una fiança; va fugir però va ser capturat i no alliberat fins al 21 de desembre de 1944. A la dècada del 1940 gairebé no tenia diners, només 17 anys després de ser un dels gàngsters més rics de Chicago. El 6 de juliol de 1946, va ser detingut per la seva implicació en el robatori d'una taverna de Dayton, Ohio, el 28 de juny de 1945, i va rebre una condemna de 20 anys. Va ser posat en llibertat condicional el 1956, però immediatament va ser arrestat pel seu paper en el robatori de 1945 a un banc a Ansonia, Ohio. Va ser declarat culpable l'any 1957 i condemnat a 10 anys més de presó.

## Mort a la presó
Moran va morir de càncer de pulmó uns mesos després de la seva condemna de 10 anys a la presó federal de Leavenworth a Kansas el 25 de febrer de 1957, a l'edat de 63 anys.

## Vida personal
Moran es va casar amb Lucille Logan Bilezikdian, amb qui va tenir un fill, John George Moran. Ella el va deixar a causa del seu estil de vida criminal. El 1922 es va casar amb Evelyn Herrell.
Bugs Moran

## En la cultura popular
| Data | Títol                                                                                              | País | Notes                                                        | IMDb |
| ---- | -------------------------------------------------------------------------------------------------- | ---- | ------------------------------------------------------------ | ---- |
| 1958 | Playhouse 90 Seven Against the Wall                                                                | EUA  | interpretat per Dennis Patrick                               |      |
| 1959 | Al Capone                                                                                          | EUA  | interpretat per Murvyn Vye                                   |      |
| 1959 | The Untouchables – The George "Bugs" Moran Story, Arsenal, The Eddie O'Gara Story, and Doublecross | EUA  | interpretat per Lloyd Nolan, Robert J. Wilke, i Harry Morgan |      |
| 1967 | The St. Valentine's Day Massacre                                                                   | EUA  | interpretat per Ralph Meeker                                 |      |
| 1975 | Capone                                                                                             | EUA  | interpretat per Robert Phillips                              |      |
| 1987 | The Verne Miller Story                                                                             | EUA  | interpretat per Sean Moran                                   |      |
| 1993 | The Untouchables – Pilot (Parts 1 and 2), Chinatown                                                | EUA  | interpretat per Jack Thibeau                                 |      |
| 2000 | Early Edition – Everybody Goes to Rick's                                                           | EUA  | interpretat per Kevin Fry                                    |      |
| 2017 | Gangster Land                                                                                      | EUA  | interpretat per Peter Facinelli                              |      |